# しぐまリース
株式会社しぐまリースは、青森県八戸市廿三日町に本社を置く株式会社吉田産業傘下のリース事業者である。OA機器・建設機械リースを行っている。

## 仕入先
- テクノル
- 吉田システム
- 青森いすゞ自動車